# Dacia (cartier în Iași)

Biserica "Sf. Anton de Padova"

Dacia este un cartier al municipiului Iași.

## Geografie
Cartierul Dacia este situat la capătul de sud-vest al orașului, între cartierul Canta, Alexandru cel Bun și Dallas (mic sat lângă râul Bahlui).

## Istoric
Dacia este un cartier de blocuri, ridicat între anii 1970-1990.

## Lăcașuri de cult
- Biserica "Sf. Anton de Padova" - biserică romano-catolică construită în perioada 1991-1995
- Biserica "Învierea Domnului" - biserică ortodoxă aflată în proces de construcție.

## Transport
- Tramvaie:

1. 11(Dacia-Nicolina-Baza 3-Tataras Nord)
2. 6(Dacia-Gara-Tg.Cucu),
3. 5(Dacia- Podu Ros-Baza 3-Tutora)

- Autobuze:

1. 36(Dacia-Gara-Triumf-Breazu)
2. 44(Dacia-Piata ACB-Nicolina-Tehnopolis/Blocuri Ciurea)
3. 28(Dacia- Piata ACB-Nicolina-Podu Ros-Palat-Triumf)
4. 47(Dacia-Piata ACB-Nicolina-Podu Ros-T. Vladimirescu-Tatarasi Sud